# Tispak
Tispak akkád isten, Esnunna város főistene az i. e. 2. évezred első negyedében. Általános megnevezése: „szeretett Tispak, Esnunna védnöke” (nāram dtišpak išši'ak aşnunnaKI), maga az állam „Tispak háza”. Már a III. uri dinasztia idején, Su-ilija alatt feltűnik az „erős király” és a „négy égtáj királya” cím is, ami egyértelműen az akkád uralkodók címeire utal. Su-ilija, Kirikiri, Bilalama Tispakot dicsőítő feliratai a Kanisban talált, Siluluhoz és Samsi-Adadhoz köthető, Assurhoz szóló dokumentumokhoz hasonlítanak. II. Ibál-pí-el, Esnunna utolsó királya elefántcsonból és aranyból készült trónt ajánlott fel Tispaknak.
Esnunnát a III. uri dinasztia bukása után erős hurri hatás érte, ami visszafelé is működött, a hurrik főistene Tessub lett, akinek neve nyilvánvalóan Tispak nevéből származik.
Tispak a mitológiában Nintu (Ereskigal) és Enki fia. Jelképe Mushussu, a kígyósárkány, aki a Labbu-mítoszban is szerepel.